# Albert Vanbuel

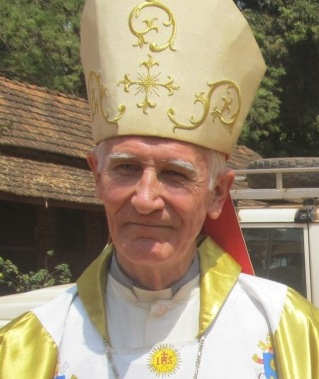
Bischof Albert Vanbuel SDB

Albert Vanbuel SDB (* 5. Dezember 1940 in Zolder, Belgien) ist ein römisch-katholischer Ordensgeistlicher und emeritierter Bischof von Kaga-Bandoro.

## Leben
Albert Vanbuel trat in die Ordensgemeinschaft der Salesianer Don Boscos ein und empfing am 21. September 1967 das Sakrament der Priesterweihe.
Am 16. Juli 2005 ernannte ihn Papst Benedikt XVI. zum Bischof von Kaga-Bandoro. Der Bischof von Bossangoa, François-Xavier Yombandje, spendete ihm am 28. September die Bischofsweihe; Mitkonsekratoren waren der Erzbischof von Bangui, Paulin Pomodimo, und der Erzbischof von Libreville, Basile Mvé Engone SDB.
Papst Franziskus nahm am 27. September 2015 seinen kurz vor Erreichen der Altersgrenze eingereichten Rücktritt an.